# Østgrønlandsk Kompagni
Die Østgrønlandsk Kompagni war eine dänische Handelskompanie, die zwischen 1919 und 1924 in Nordostgrönland Jagd betrieb.

## Geschichte

### Vorgeschichte
Nordostgrönland war Anfang des 20. Jahrhunderts noch Niemandsland. Erst bei der Danmark-Expedition von 1906 bis 1908 war es gelungen, Nordostgrönland vollständig zu durchkreuzen und zu kartografieren. Bereits Ende des 19. Jahrhunderts hatten norwegische Schiffe begonnen vor der Küste zu fischen und zu jagen und dabei teilweise auch das Land zu betreten, aber erst 1908 beschloss der Norweger Severin Gåsnes Liavåg mit seiner Mannschaft erstmals in Nordostgrönland zu überwintern. Die sieben Männer errichteten zwei Jagdhütten und betrieben erfolgreiche Fuchs- und Eisbärenjagd, bevor Liavåg und ein Kollege im folgenden Frühjahr ertranken. Die übrigen fünf kehrten nach Norwegen zurück. Im selben Sommer reiste eine weitere sechsköpfige Gruppe unter der Führung von Vebjørn Landmark nach Nordostgrönland. Sie errichteten ebenfalls zwei Hütten, hielten sich aber auch teilweise auf ihrem Schiff auf. Im Winter erkrankten drei Mitglieder an Skorbut, ein weiterer hatte sich schwere Erfrierungen zugezogen. Von den übrigen zweien musste einer die Kranken pflegen, während Landmark alleine der Jagd nachging. Im Frühjahr erlag einer seiner Krankheit. Im Sommer 1910 retteten die übrigen einige Mitglieder der Alabama-Expedition und reisten gemeinsam mit ihnen nach Norwegen zurück.

### Gründung
Auch wenn in den folgenden Jahren keine weiteren norwegischen Überwinterungsexpeditionen in Nordostgrönland mehr stattfanden, war das norwegische Interesse an dem unbewohnten Niemandsland geweckt. Dänemark begann ab 1916 ganz Grönland für sich zu beanspruchen, obwohl man bis dahin nur Westgrönland, Teile Ostgrönlands sowie auf privater Basis Nordgrönland kolonisiert hatte. Um die norwegischen Fischer und Jäger aus dem Gebiet zu vertreiben, gründeten einige Mitglieder der Danmark-Expedition am 12. Februar 1919 in Kopenhagen die Østgrønlandsk Kompagni. Der Unternehmensvorstand bestand aus dem Zoologen Arner Ludvig Valdemar Manniche und dem Kapitän Alf Trolle, die beide Mitglieder der Expedition gewesen waren, sowie die Kaufleute N. C. Th. Møller, Christian Thielst und M. Wiehe. Am 26. April 1919 kaufte das Unternehmen den Motorschoner Dagny und stellte den Kapitän Gustav Thostrup ein, der ebenfalls an der Danmark-Expedition teilgenommen hatte. Hans Ludvig Jensen, der ebenfalls Expeditionsmitglied gewesen war und die Initiative letztlich durchgesetzt hatte, sollte die zehnköpfige Gruppe anführen.

### Dagny-Periode
Am 5. Juni 1919 verließen sie Kopenhagen und erreichten am 29. Juni – nur gut drei Wochen später – Sabine Ø, wo sie in Germania Havn anlandeten. Die Bucht war bereits bei der Zweiten Deutschen Nordpolar-Expedition als Überwinterungsort genutzt worden und ebenfalls von Vebjørn Landmarks Gruppe 1909/10. Dort wurden drei Mitglieder abgesetzt, während der Rest nach Danmarkshavn weitersegelte, wo man in der Hütte der Danmark-Expedition wohnen wollte. Kurz darauf errichtete man eine weitere Hütte an der Hvalrosodden 40 km weiter westlich. Das Schiff fuhr anschließend wieder nach Europa und kam am 29. August in Kopenhagen an.
Im Folgenden Sommer fuhr die Dagny mit neuer Mannschaft nach Nordostgrönland, um die bisherige Mannschaft nach der erfolgreichen Überwinterung abzulösen. Es gelang neue Hütten in Carlshavn und Kap Broer Ruys zu errichten und anschließend fuhr das Schiff weiter gen Danmarkshavn, aber vor Shannon sank das Schiff im Eis, wobei Kapitän Ferdinand Hansen und die übrige Besatzung sich an Land retten konnten. In Dänemark wartete man vergeblich auf die Rückkehr der Dagny mitsamt der Jagdmannschaft und der Beute, bevor man einsehen musste, dass das Schiff nicht zurückkehren würde. Die Kompanie stand somit mit leeren Händen da, da sie weder über ein Schiff noch Waren oder Geld verfügte, aber die dänischen Aktivitäten in Nordostgrönland waren eine politische Angelegenheit geworden, da die dänische Regierung die Konkurrenz und Ansprüche der Norweger fürchtete. Kirchenminister Jens Christian Christensen gab der Kompanie einen staatlichen kredit, sodass man das Schiff Teddy kaufen konnte, mit dem Gustav Thostrup wieder nach Grönland fahren sollte, um die dort festsitzende Mannschaft zu retten.

### Teddy-Periode
Im Winter 1920/21 waren von den gestrandeten Jägern zwei an Skorbut gestorben, während ein weiterer einem Eisbären zum Opfer gefallen war. Als die Teddy ankam, konnte man im Sommer 1921 eine weitere Hütte namens Christianshavn errichten und es gelang die Mannschaft nach Europa zurückzuholen, allerdings nicht die Jagdbeute der nördlich gelegenen Stationen um Danmarkshavn. Dies führte erneut zu finanziellen Schwierigkeiten, aber die Regierung gewährte aus politischem Interesse einen weiteren Kredit.
Im Sommer 1922 fuhr die Teddy mit Thostrup als Kapitän erneut nach Grönland, wo sie am 28. Juli ankam. Kurz darauf ging die Kurbelwelle des Schiffs kaputt und die Reparatur dauerte fast einen Monat. Dadurch gelang es erneut nicht vor dem Winter nach Norden zu segeln. Stattdessen errichtete man die Hütte Valdemarshåb.
Im Sommer 1923 fuhr die Teddy mit dem Kapitän Henning Bistrup, der ebenfalls an der Danmark-Expedition teilgenommen hatte, zum dritten Mal nach Grönland. Dort wurde die Station Sandodden errichtet, wo einer der Jäger kurz darauf einer Schusswunde erlag. Das Schiff machte sich anschließend auf die Heimreise, aber sank im Eis. Die Besatzung konnte sich auf eine Eisscholle retten, auf der sie mehrere Monate lang südwärts trieben, bis sie im November in Tasiilaq ankamen und gerettet werden konnten.

### Auflösung
In Dänemark kam die Nachricht über das Schicksal der Teddy erst im Sommer 1924 an. Man hatte damit aber aufgrund des Ausbleibens des Schiffs bereits gerechnet und die Godthåb von Grønlands Styrelse geliehen, die mit Kapitän Julius Hansen 1924 nach Grönland fahren sollte. Der Kapitän beschloss jedoch, dass die Fortführung des Vorhabens sinnlos war, und am 14. Juli 1924 wurde entschieden, dass die Østgrønlandsk Kompagni aufgelöst werden sollte. Das Schiff segelte noch einmal nach Grönland, um die Mannschaft abzuholen und anschließend stellte man den Betrieb ein.
1921 hatte Norwegen sich geweigert, die dänische Oberhoheit über Nordostgrönland anzuerkennen. Anschließend hatte sich eine diplomatische Krise zwischen beiden Ländern entwickelt sowie ein interner Kampf zwischen der Regierung und privaten Akteuren um Ejnar Mikkelsen. Nur vier Tage vor dem Beschluss die Kompanie aufzulösen, hatte man ein Schiff nach Ostgrönland geschickt, um Ittoqqortoormiit zu gründen, um die dänischen Ansprüche auf die unbewohnten Küstenbereiche Ostgrönlands zu manifestieren. Trotzdem weigerte sich der Unternehmensvorstand der Kompanie diese aufzulösen, woraufhin die Regierung sich bereiterklärte die Jagdstationen zu übernehmen. Nachdem Ittoqqortoormiit 1925 fertig errichtet war, wurde die Østgrønlandsk Kompagni am 15. Juli 1926 liquividiert.
1929 sollte die neue Kompanie Nanok das Projekt wieder aufnehmen.

## Stationen
| Name           | Periode   | Lage                | Beleg  |
| -------------- | --------- | ------------------- | ------ |
| Germaniahavn   | 1919–1924 | 74,54° N, 18,842° W | [ 8 ]  |
| Danmarkshavn   | 1919–1921 | 76,77° N, 18,69° W  | [ 9 ]  |
| Hvalrosodden   | 1919–1921 | 76,91° N, 20,11° W  | [ 10 ] |
| Carlshavn      | 1920–1924 | 73,77° N, 20,5° W   | [ 11 ] |
| Kap Broer Ruys | 1920–1921 | 73,49° N, 20,42° W  | [ 12 ] |
| Christianshavn | 1921–1923 | 74,18° N, 20,15° W  | [ 13 ] |
| Valdemarkshåb  | 1922–1923 | 74,28° N, 19,36° W  | [ 14 ] |
| Sandodden      | 1923–1924 | 74,29° N, 20,21° W  | [ 15 ] |